# Bom ống

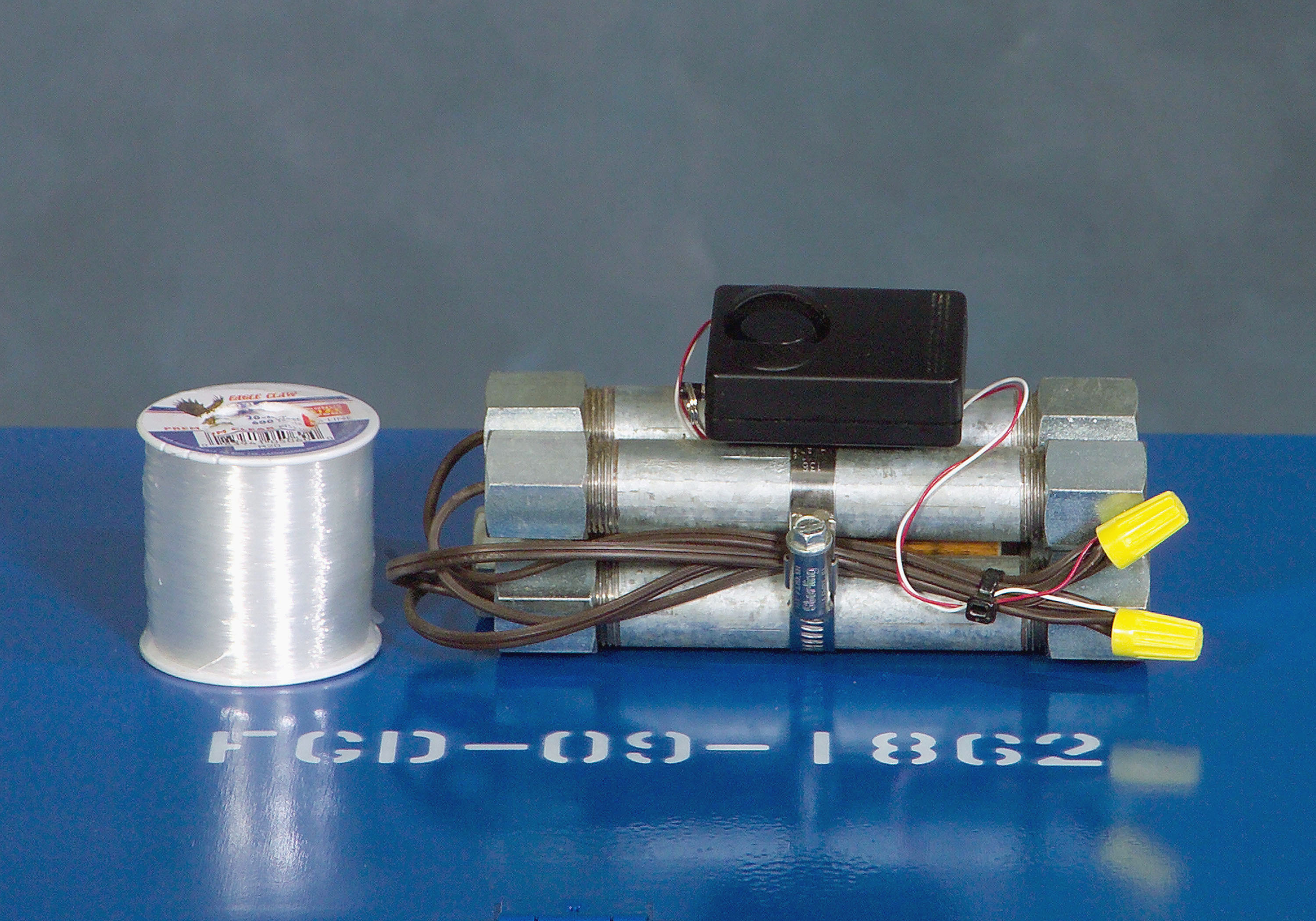
Một bom ống dẫn bằng tripwire được sử dụng để huấn luyện nhân viên quân đội Hoa Kỳ

Bom ống là một thiết bị nổ tự chế, sử dụng một phần ống kín niêm phong chứa đầy chất nổ. Việc ngăn chặn được cung cấp bởi đường ống có nghĩa là các vật liệu nổ thấp đơn giản có thể được sử dụng để tạo ra một vụ nổ tương đối lớn, và sự phân mảnh của đường ống tự tạo ra mảnh vụn gây chết người.
Việc bom nổ sớm là một nguy cơ cho những người chế loại bom này, và các vật liệu và phương pháp được sử dụng với bom ống gây ra sự cố kích nổ không chủ ý, thường dẫn đến thương tích nghiêm trọng hoặc chết cho người chế loại bom này.
Tại nhiều quốc gia, sản xuất hoặc sở hữu một quả bom ống là một tội phạm nghiêm trọng, bất kể mục đích sử dụng của nó.